# Friedrich Krug von Nidda und von Falkenstein
Friedrich Krug von Nidda und von Falkenstein (* 2. Juli 1860 in Dresden; † 10. Dezember 1934 in Frohburg) war ein deutscher Verwaltungsjurist und Politiker (DNVP) in Sachsen.

## Leben

Wappen der Familie Krug von Nidda

Friedrich Krug von Nidda war der jüngste Sohn des königlich-sächsischen Generalleutnants und Generaladjutanten Carl Krug von Nidda (1820–1880) und dessen Ehefrau Linna, geborene Freiin von Falkenstein aus dem Hause Frohburg. Sein Großvater mütterlicherseits war der sächsische Kultusminister Johann Paul von Falkenstein (1801–1882), sein älterer Bruder der spätere General der Kavallerie Hans Krug von Nidda (1857–1922). Am 24. September 1892 heiratete er Elisabeth von Thümmel, Tochter des sächsischen Finanzministers Hans von Thümmel (1824–1895). Aus der Ehe gingen fünf Kinder hervor: die Söhne Hans-Carl (* 1893) und Ernst-Christoph (* 1902) sowie die Töchter Anna-Gela (* 1895), Renata (* 1897) und Brigitta (* 1900).
Nach dem Abitur am Vitzthum-Gymnasium Dresden studierte Krug von Nidda Rechtswissenschaft an der Rheinischen Friedrich-Wilhelms-Universität Bonn, der Kaiser-Wilhelms-Universität Straßburg und der Universität Leipzig. Er wurde im Wintersemester 1878/79 Mitglied im Bonner Kreis. Er absolvierte das Referendariat ab 1886 in Löbau und Dresden, bestand das Zweite Juristische Staatsexamen und war in der Folgezeit als Ratsassessor in Oschatz und Zittau tätig. Des Weiteren unternahm er zahlreiche Studienreisen und 1887 promovierte er an der Universität Leipzig zum Doktor der Rechte. Am 16. Oktober 1888 wurde ihm die königlich sächsische Genehmigung zur Führung des Namens „von Falkenstein“ erteilt. Diese war vererblich auf den jeweiligen Besitzer der Fideikommisse Frohburg und Kleineschefeld.
Krug von Nidda und von Falkenstein erhielt 1896 die Beförderung zum Regierungsrat und wurde Hilfsarbeiter im Königlich Sächsischen Ministerium des Innern. Er wirkte von 1898 bis 1902 als Amtshauptmann in Schwarzenberg, wechselte dann ins sächsische Innenministerium und wurde dort 1909 zum Vortragenden Rat und zum Geheimen Rat ernannt. Vom 1. Oktober 1913 bis zu seinem Eintritt in den Ruhestand am 1. Juli 1923 war er Kreishauptmann in Dresden. Darüber hinaus hatte er die Funktion eines Sekretärs an der Akademie der Bildenden Künste Dresden inne.
In der Weimarer Republik stand Krug von Nidda und von Falkenstein den nationalkonservativen Kräften nahe, so dass er 1919 in die DNVP eintrat. Am 1. Juli 1927 wurde er als Wirtschaftsminister in die von Ministerpräsident Max Heldt geführte Regierung des Freistaates Sachsen berufen. Er übernahm gleichzeitig die Funktion des stellvertretenden Ministerpräsidenten und gehörte seit 1929 auch der von Ministerpräsident Wilhelm Bünger geleiteten Regierung an. Nach einem Misstrauensantrag der NSDAP, unterstützt von DNVP, KPD und SPD, trat die gesamte Regierung am 18. Februar 1930 zurück.

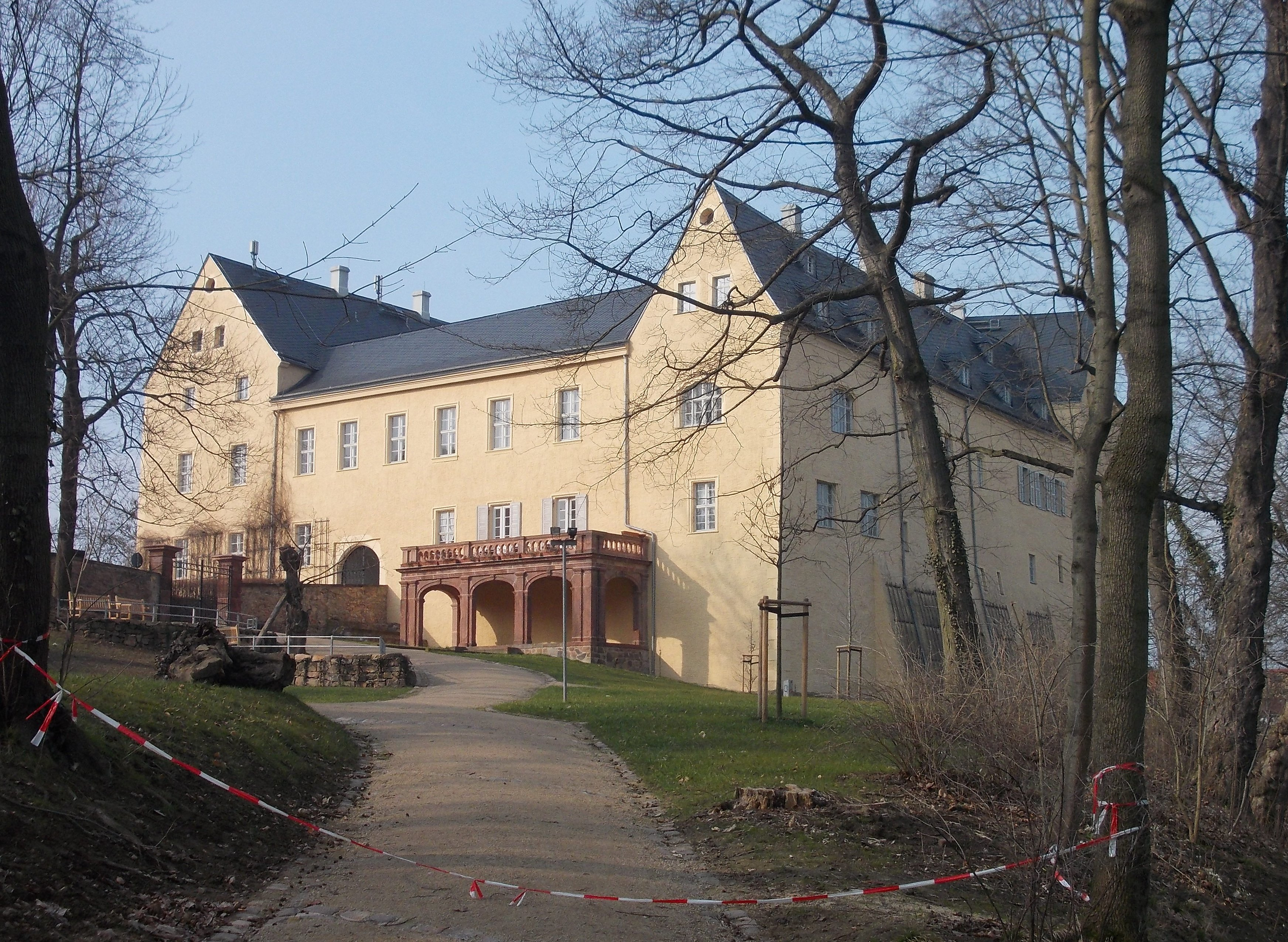
Schloss Frohburg

Neben seiner beruflichen und politischen Tätigkeit beschäftigte sich Krug von Nidda und von Falkenstein mit genealogischer Forschung. Er war Vorsitzender der Sächsischen Stiftung für Familienforschung und erhielt am 1. März 1924 eine Wappenvereinigung mit dem der Freiherren von Falkenstein und eine Eintragung in das Adelsbuch der Stiftung. Am 10. Dezember 1934 starb er auf seinem Stammsitz Schloss Frohburg bei Leipzig.

## Ehrungen
- Eisernes Kreuz am weißen Bande
- Zivilverdienstorden (Sachsen) II. Klasse
- Albrechts-Orden II. Klasse
- Domherr am Dom St. Marien zu Wurzen

Für die umfangreiche Umgestaltung des Dom-Innenraumes 1931/32 wurde der Bildhauer Georg Wrba gewonnen. Dieser schuf einen Zyklus spätexpressionistischer Bildwerke aus Bronzeguss, die bis heute die Ausstattung des Doms dominieren, darunter auch die bronzene Kanzel: Die Apostelköpfe an der Basis des Kanzelkorbes tragen die Gesichtszüge der damaligen Domherren – so auch die von Friedrich Krug von Nidda und von Falkenstein.